# Dowarabazar
Dowarabazar è un sottodistretto (upazila) del Bangladesh situato nel distretto di Sunamganj, divisione di Sylhet. Si estende su una superficie di 324,19 km² e conta una popolazione di 157.240 abitanti (dato censimento 1991).